# 尼寺(秘)物語
『尼寺㊙物語』（あまでらまるひものがたり）は、1968年の日本映画。主演・藤純子、監督・中島貞夫。東映京都撮影所製作、東映配給。
藤純子（富司純子、以下藤）の東映入社以来5年目、映画出演50本目にして初の主演映画。京都の尼寺を舞台に、俗世から離れても女の性（さが）が断ち切れぬ尼僧の生態を赤裸々に描く。藤の次作が当たり役となった『緋牡丹博徒』。

## あらすじ
昭和9年師走、鬱蒼と茂る竹林に囲まれた琳光寺には、門跡尼の万里小路秀英（三田佳子）、先代の門跡から寺に仕える恵照尼（荒木雅子）、執事として手腕を振るう浄真尼（藤純子）、いまだ稚気の抜けない法順尼（悠木千帆(樹木希林)）、下女のはな（大原麗子）の女ばかりが5人で暮らしていた。白蟻に喰い荒らされた本堂の修理を任された浄真はある日、本寺を訪ねると宗務総長覚全に手ごめにされてしまう。初めて女の快楽を知った浄真は、本能を抑えようと苦悩し続ける。

## キャスト
- 浄真尼：藤純子（富司純子）
- キク：津川雅彦
- はな：大原麗子
- 恵照尼：荒木雅子
- 法順尼：悠木千帆
- 覚全：若山富三郎
- 長屋大造：曽我廼家明蝶
- 長屋瞭子：ミヤコ蝶々
- 長屋京子：桑原幸子
- 喜代：丹阿弥谷津子
- まさ：沢淑子
- 相模屋：芦屋雁之助
- 河内屋履物店主人：南都雄二
- 河内屋履物店小僧：島米八
- 本寺の小僧：菅原俊夫
- 市長中：村錦司
- 師団長：堀正夫
- 高倉官：牧口雄二
- 浄真の母：富永佳代子
- 幼年時代の浄真：古城門雅美
- 少女時代の浄真：和田谷典子
- 川喜多鶴蔭：石山健二郎
- 万里小路秀英尊：三田佳子

## スタッフ
- 企画：岡田茂、翁長孝雄、三村敬三
- 監督：中島貞夫
- 脚本：西沢裕子
- 撮影：赤塚滋
- 音楽：鏑木創
- 美術：鈴木孝俊
- 録音：荒川輝彦
- 照明：和多田弘
- 編集：神田忠男
- 助監督：牧口雄二

## 製作
企画、及びタイトル命名は、当時の東映常務兼京都撮影所(以下、東映京都）所長・岡田茂プロデューサー。
岡田が『大奥㊙物語』『続大奥㊙物語』に続いて、路線化していた「㊙シリーズ」第三弾。一、二弾の監督・中島貞夫は、更なる「大奥もの」の続編を岡田から要求された。中島が「もう勘弁して下さい」と拒否したら、「大奥をやらないんだったら尼寺で考えろ」と言われた。中島は「岡田さんには、今東光の『春泥尼』（日活が1958年に映画化）とかあの流れが頭にあったんじゃないかと思う」と話している。
岡田が東映京都の大改革の一つとして取り組んだ時代劇一辺倒のプログラムの一新として敷いた任侠路線は軌道に乗ったが、当初は任侠映画ブームは長く続かないのではと考えていた。このため任侠路線に続く強い路線を作りたくて、任侠映画の客層が高いことから、二本立ての組み合わせにはエロ映画（好色映画）がいいだろと考えた。岡田は早くからエロに興行価値が高いことを認識し、"不良性感度"と称して、エロ映画を長年に亘り企画し、単発的にはヒットは生まれてはいたものの、東映の女優の出演拒否が相次ぎ、なかなか路線化に至らず。1964年10月公開の『くノ一忍法』(中島貞夫監督）がヒットしたことで、光明が差し、1967年7月公開の『大奥㊙物語』大ヒットで、ようやくエロ映画の路線化に成功し、メジャー会社初の「エロ映画」量産に舵を切った。

### キャスティング
今日では、ビッグネーム揃いの豪華キャスティングイメージであるが、公開当時の文献に「女優陣は強力といえない」と書かれているように、製作当時は主演の藤を始め、津川雅彦や若山富三郎などの男優陣も含め、出演者に大スターは当時いなかった。岡田茂は東映の女優を脱がそうと長年画策し、本作の主演は『続大奥㊙物語』での艶技を評価し、売出し指令を出していた小川知子の主演第二弾として1967年秋に製作が決まり、この時は水上勉に書き下ろしを依頼していると発表していた。また『大奥㊙怪談物語』という現代劇の「㊙もの」も企画中だった。ところが小川に「まだ裸が足りん!」と岡田が怒鳴り、気の強い小川が「青春路線をやらせるという約束で東映に入ったのに青春ものは1本もやらずに、いやらしい題名の映画ばかりをやらせる」とハラを立て、18歳で単身東映本社に乗り込み、東映を退社してしまった。やむなく藤純子の売り出しを試行錯誤していた岡田が、代わりに藤を主役に抜擢した。当時の藤はまだ中堅女優だった。製作当時の東映は、佐久間良子、藤純子、小川知子、大原麗子、宮園純子、城野ゆきと粒は揃うが、他社に比べて女優は引き立て役にまわっていると評されていた。

### 脚本＆撮影
脚本クレジットの西沢裕子は、テレビで売れていて、翁長孝雄プロデューサーが連れて来た。監督の中島が『大奥㊙物語』のシナハンで、尼寺を取材していたため、資料はたくさんあり、新たな取材は必要なかった。
念願の主演映画を掴んだ藤は「この世界に入って5年目ですが、いざ主演となると気が重いです。でも飛躍できるいい機会ですから、頑張ります」などと話し、気の強い藤もナーバスになっていた。「失敗したら女優を辞めます」などと宣言し、黒染めの衣に純白の頭巾を被った尼さんスタイルで大ハッスル。先輩・三田佳子を相手にレズシーンを演じたり、ナマグサ和尚の若山富三郎に手籠めにされたり、およそ尼さんらしからぬご乱業ぶり。寒中、雪の降る中、スタンドインなしで滝に打たれるシーンも自身で演じる難行苦行続きで、4キロも体重を落とした。中島監督は「破戒の生活を送る尼僧という心理的表現の難しい役どころだけに、ずいぶん研究しています」と藤の役づくりを評価した。滝行のシーンで岡田から「藤を脱がせろ」と指示されていたが、俊藤浩滋の娘を脱がせられるわけがなく、また寄りの画は温水を使ったと中島は話している。
万里小路秀英を演じる三田佳子は、かつては佐久間良子と並ぶ東映の看板女優と称されたが、一本60万円、年6本の契約という安いギャラが不満でごね続け、「ヤクザものの男性映画が幅を利かし作品に恵まれない」、「愛欲ものはイヤ」などと、東映の企画の貧困を訴え、1967年3月に東映を退社した。この退社劇に三田の元マネージャーで、東映のレジェンド・マキノ満男の息子・マキノ公哉（マキノ晴光）創芸企画代表が関わっていたことから、東映首脳も手が出しにくく、円満退社の形での東映退社になった。一旦フリーになった後、創芸企画入りし、同社がマネジメントを担当した。松竹、日活やテレビにも出演したが、東映時代の精彩は見られず、松竹『夜のひとで』でトラブルを起こして、各社が敬遠し、映画界を干されるのではと噂され、第二の山本富士子になるとも言われたが、一転、NHKが大河ドラマ『竜馬がゆく』に起用を決めて持ち直した。しかし同ドラマでの評判が悪く挽回に至らず。またマキノ社長との不倫騒動が女性誌を中心にマスメディアに散々叩かれ、1968年秋に創芸企画を離れ、同社を退社してまたフリーになった。三田は傷心でもともと細い体がさらに痩せ、1968年の年内休養宣言をしたが、袂は分けても東映の幹部に三田ファンが多いため、古巣東映が救いの手を差し伸べ、2年ぶりに本作で東映に里帰りした。三田は東映のハダカ路線に抵抗した旗頭だっただけに"お色気シリーズ"で東映復帰とは、とマスメディアに皮肉られた。三田は「会社を辞めたからダメになったと言われたくない」「『尼寺㊙物語』は、美しい詩情のある素晴らしい作品。私の演じる秀英尊は、気位の高い超俗尼、単なるエロ映画と誤解させないためにも、私の責任は重大と思っています」などと話し、一人立ちして苦労を重ねた成果を認められたいと必死で取り組んだ。藤の主演映画で3年先輩にあたる三田としても藤には負けたくないところだった。細い体がさらに痩せた三田は、純白の衣を纏い、尼僧ぶりはさすがに凄艶。藤とともにスクリーンに只ならぬ妖気を漂わせる。「変わったねえ」とスタッフに声をかけられると「私も逞しくなったでしょう。でも東映はやっぱり懐かしいわ。よろしくね」などとソツなく応対した。三田は東映復帰を希望したとされるが、復帰はしなかった。
大原麗子は脱ぐ約束で現場に来たが、撮影時に「オッパイなんかペシャンコだし、絶対にハダカだけはイヤ」と、泣き出し、「うつ伏せのシーンしか撮らない」という条件を中島監督に飲ませて、背中だけ脱いだ。背中だけでも大原が脱いだとニュースになり、取材に対して大原は「慣れたらとても気持ちいい。赤ちゃんになった気分ネ」などと強がった。女優を脱がせる役ばかりさせられて女性の裸を見ると胃が痛くなるという奇病を発症した中島監督ではなく、他の厳しい監督だったら脱がされていたかもしれない。

### ロケ地
お寺の内部はスタジオセットだが、石段のある門は仁和寺。原谷に抜ける道に門を建てた。悪坊主役の若山富三郎登場のシーンで、知恩院を出したら、知恩院がカンカンに怒り、「二度と貸さない」と中島が出入り差し止めになった。

## 作品の評価

### 興行成績
藤が頑なに脱ぐのを拒んだこと、中島監督が文芸作品のようなテイストで映画を作ったこと等の理由で、興行的に失敗した。裏番組に『黒部の太陽』があった影響もあるかもしれない。

### 批評家評
読売新聞は「撮影の赤塚滋は、的確な構図の画面や表現力に富んだ画面もあり、撮影に張りがある。キク（津川雅彦）をめぐって水上勉的な世界を取り入れたことも雰囲気をつくっているが、大筋が平凡で暴露的なスキャンダルに過ぎないという点に根本的な弱さがある。人間の、ある種の凄まじさといったものも描かれてはいない」などと評した。
深沢哲也は「箸にも棒にもかからない。面白くも悲しくもない。中島貞夫監督は画面や音楽に凝っているが、お話が面白くない」と評した。
小菅春生は「大奥から尼寺へ場は変わったが、男子禁制の女ばかりの世界に材を取って、抑圧された本能の表れと、その行方を興味の対象とする狙いは同じようなものである。㊙の意味も通俗的な人間性の暴露に留まっているし、女体は哀しいといった図式も型どおりである。しかしこの作品が同じジャンルの、かつての日活『春泥尼』や大映『処女が見た』の低俗さから、一歩出ているのは、一つは尼さんというものに対して、好奇を越えた人間的な見方があること、もう一つは演出感覚の冴えである」などと評している。
中島貞夫は「このあとダブるように石井輝男さんの強烈なエログロ路線が来たから、それに対して『文芸作品みたいなものを作りやがって』という、冷ややかな視線を浴び切った。こんなもの『もう止め』という格好の材料になった。失望感を抱き、この映画に関してはあまり話したくない」と述べている。

## 影響
不入りに腹を立てた岡田茂が中島を呼びつけ、「エロが足りんやないかい！上品な画を撮るな。お前な、大島渚（東映で撮った『天草四郎時貞』）より酷いぞ」、「こんなもん、もう止めや」と断を下し、中島を見切り、既成の女優ではなく、ピンク映画界から女優の大挙起用を決め、石井輝男を招聘し、"石井輝男異常性愛路線"として東映ポルノはエスカレートした。中島は「しばらく謹慎しますわ」と言い返し、実際に謹慎していたら、岡田に呼び出され「おい、ドキュメントやってみんか?」と声をかけられて製作したのが「セックスドキュメントシリーズ」『にっぽん'69 セックス猟奇地帯』。『尼寺㊙物語』の不入りで、「藤純子ではダメか..」と撮影所にはそういう空気が充満していた矢先に、岡田茂は1966年から始まっていた江波杏子主演による大映製作の"女ヤクザ映画"「女賭博師シリーズ」に刺激を受け、藤純子を再び主演に立て、東映初の女性任侠映画『緋牡丹博徒』の製作を指示した。

## 同時上映
『日本侠客伝 絶縁状』
- 主演：高倉健 / 監督：マキノ雅弘 / 脚本：棚田悟郎
  - 日本侠客伝シリーズ第8作